# Lee Addy
Lee Addy, född 7 juli 1990 i Accra, är en ghanansk fotbollsspelare (försvarare) som har spelat för bland annat Dinamo Zagreb.

## Karriär
Addy gjorde sin debut för Röda Stjärnan den 18 september 2010 i en 1–0-vinst över Javor Ivanjica.